# Adventizien
Adventizien ist ein Begriff aus dem alten Recht. Es handelt sich dabei um das Vermögen des Hauskindes, das vom Vormund (meist dem Vater) verwaltet genutznießt wurde. Im preußischen Landrecht wurden die Adventizien als „nicht freies Vermögen“ bezeichnet.
Den Gegensatz zu den Adentizien bezeichneten die Römer im Römischen Recht
- einerseits als Profektizien, das, was vom Vater herkommt und nach seinerzeitigem Recht ihm verblieb (dies wurde später nicht mehr praktiziert),
- andererseits als adventicia irregularia und extraordinaria, das ist das freie, der väterlichen Gewalt nicht unterstehende Vermögen

Das deutsche Bürgerliche Gesetzbuch machte es nicht bloß der väterlichen, sondern insgesamt der elterlichen Gewalt – also auch dem Einfluss der Mutter – zugänglich. Freies Vermögen nennt es das Vermögen, das von der Nutznießung der Eltern ausgeschlossen ist.